# 수유역
수유(강북구청)역(Suyu(Gangbuk-gu Office) station,水踰(江北區廳)驛)은 서울특별시 강북구 번동에 있는 수도권 전철 4호선의 전철역이다. 우이교 하저터널로 쌍문역과 연결된다.

## 역사
- 1983년 9월 13일 : 수유역으로 역명 결정[1]
- 1985년 4월 20일 : 서울 지하철 4호선 상계 ~ 한성대입구 구간 개통과 함께 영업 개시
- 2001년 : 역사환경 개선 및 지하1층 북단-남단 연결
- 2010년 5월 29일 : 승강장 횡단 불가 구조로 게이트 구조 변경
- 2013년 1월 14일 : 3·8번 출구 에스컬레이터 개통

## 역 구조
2면 2선의 상대식 승강장이며 스크린도어가 설치되어 있다. 출구는 8개다. 또한 1,2,7,8 번 출구끼리, 3,4,5,6 번 출구끼리 모여있다.

 이 역은 반대방향으로 횡단이 불가능한 역이다.

### 승강장
| 쌍문 ↑ |
| \| 상  |
| ↓ 미아 |

| 상행 | ●수도권 전철 4호선 | 쌍문 · 창동 · 노원 · 상계 · 불암산 · 진접(경복대) 방면  |
| 하행 | ●수도권 전철 4호선 | 미아 · 동대문 · 명동 · 이촌 · 과천 · 안산 · 오이도 방면 |

## 역 주변
- 강북노인종합복지관
- 강북구청
- 수유리시외버스정류장(KD 수유리영업소)
- 서울강북경찰서
- 광산사거리방면
- 국민연금공단 성북강북지사
- 대한병원
- 도봉도서관
- 북부시장
- 덕성여자대학교[2]
- 번1동 행정복지센터
- 성신여자대학교 미아운정그린캠퍼스
- 4.19국립묘지
- 수유3동우체국
- 수유3동 주민센터
- 수유중앙시장
- 우이동 행정복지센터
- 인수동 행정복지센터
- 화계사
- KRA 플라자 강북지점
- 롭스 수유점
- 수유역 두산위브
- 수송중학교
- 서울수송초등학교
- 롯데시네마 수유
- CGV 수유
- 효성 인텔리안
- 오패산로
- 북한산 스카이
- 삼성화재
- 교보생명

## 이용객 변동
| 노선  | 노선   | 일평균 인원수 (명/일) | 일평균 인원수 (명/일) | 일평균 인원수 (명/일) | 일평균 인원수 (명/일) | 일평균 인원수 (명/일) | 일평균 인원수 (명/일) | 일평균 인원수 (명/일) | 일평균 인원수 (명/일) | 일평균 인원수 (명/일) | 일평균 인원수 (명/일) | 각주  |
| 노선  | 노선   | 2000년                | 2001년                | 2002년                | 2003년                | 2004년                | 2005년                | 2006년                | 2007년                | 2008년                | 2009년                | 각주  |
| ----- | ------ | --------------------- | --------------------- | --------------------- | --------------------- | --------------------- | --------------------- | --------------------- | --------------------- | --------------------- | --------------------- | ----- |
| 4호선 | 승차   | 48,363                | 51,210                | 51,110                | 49,987                | 49,841                | 47,514                | 46,656                | 46,239                | 45,530                | 45,388                | [ 3 ] |
| 4호선 | 하차   | 44,647                | 46,359                | 46,290                | 46,852                | 47,193                | 46,149                | 45,578                | 44,644                | 43,874                | 43,922                | [ 3 ] |
| 4호선 | 승하차 | 93,010                | 97,569                | 97,399                | 96,839                | 97,034                | 93,663                | 92,234                | 90,883                | 89,405                | 89,310                | [ 3 ] |
| 노선  | 노선   | 2010년                | 2011년                | 2012년                | 2013년                | 2014년                | 2015년                | 2016년                | 2017년                | 2018년                |                       | [ 3 ] |
| 4호선 | 승차   | 45,979                | 46,457                | 45,815                | 46,446                | 46,901                | 46,854                | 46,427                | 43,763                | 38,862                |                       | [ 3 ] |
| 4호선 | 하차   | 44,654                | 45,021                | 44,504                | 45,083                | 45,495                | 45,446                | 45,045                | 42,713                | 38,244                |                       | [ 3 ] |
| 4호선 | 승하차 | 90,633                | 91,478                | 90,319                | 91,529                | 92,397                | 92,300                | 91,472                | 86,476                | 77,106                |                       | [ 3 ] |

## 사진

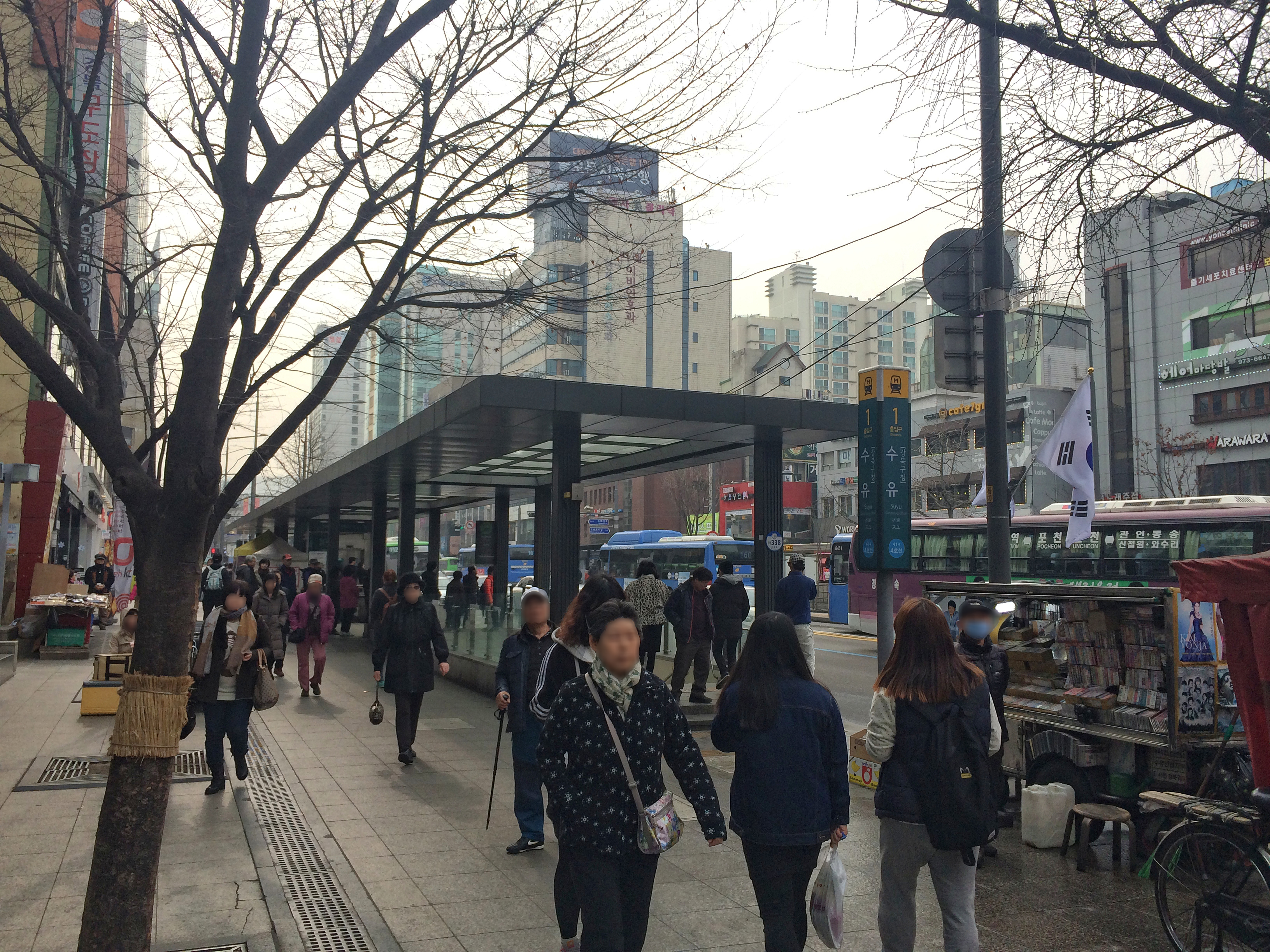
수유(강북구청)역 1번 출입구
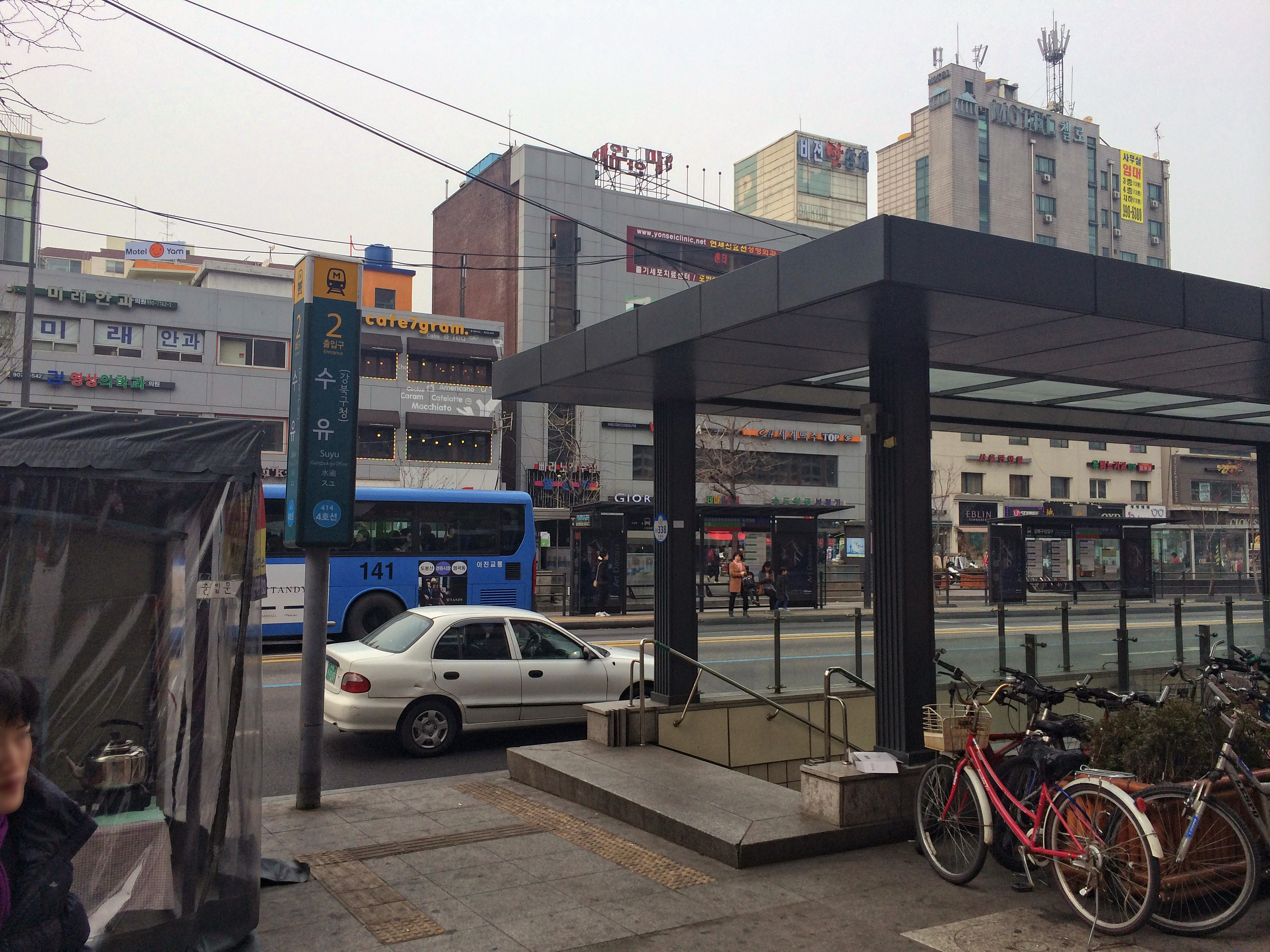
수유(강북구청)역 2번 출입구
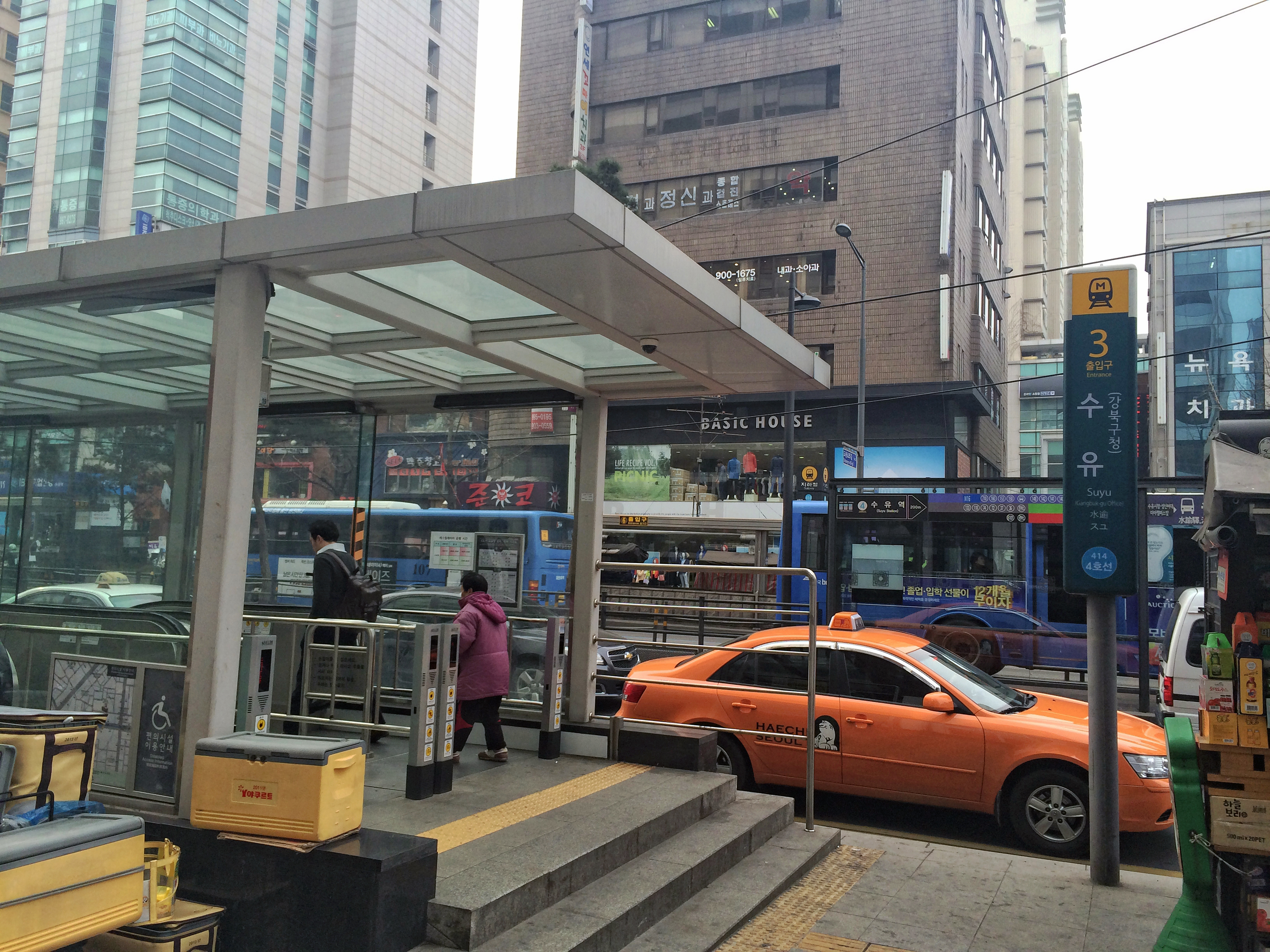
수유(강북구청)역 3번 출입구
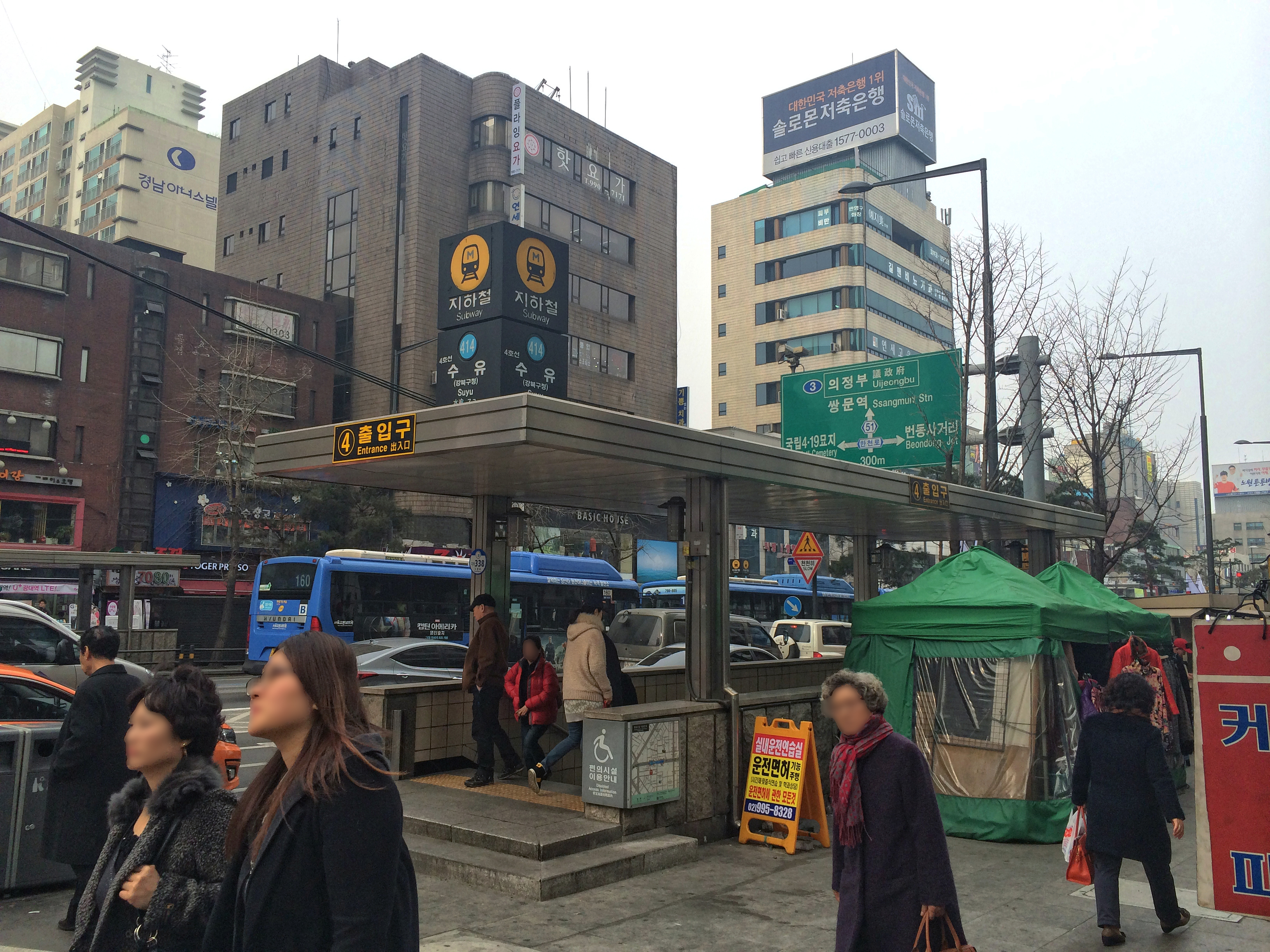
수유(강북구청)역 4번 출입구
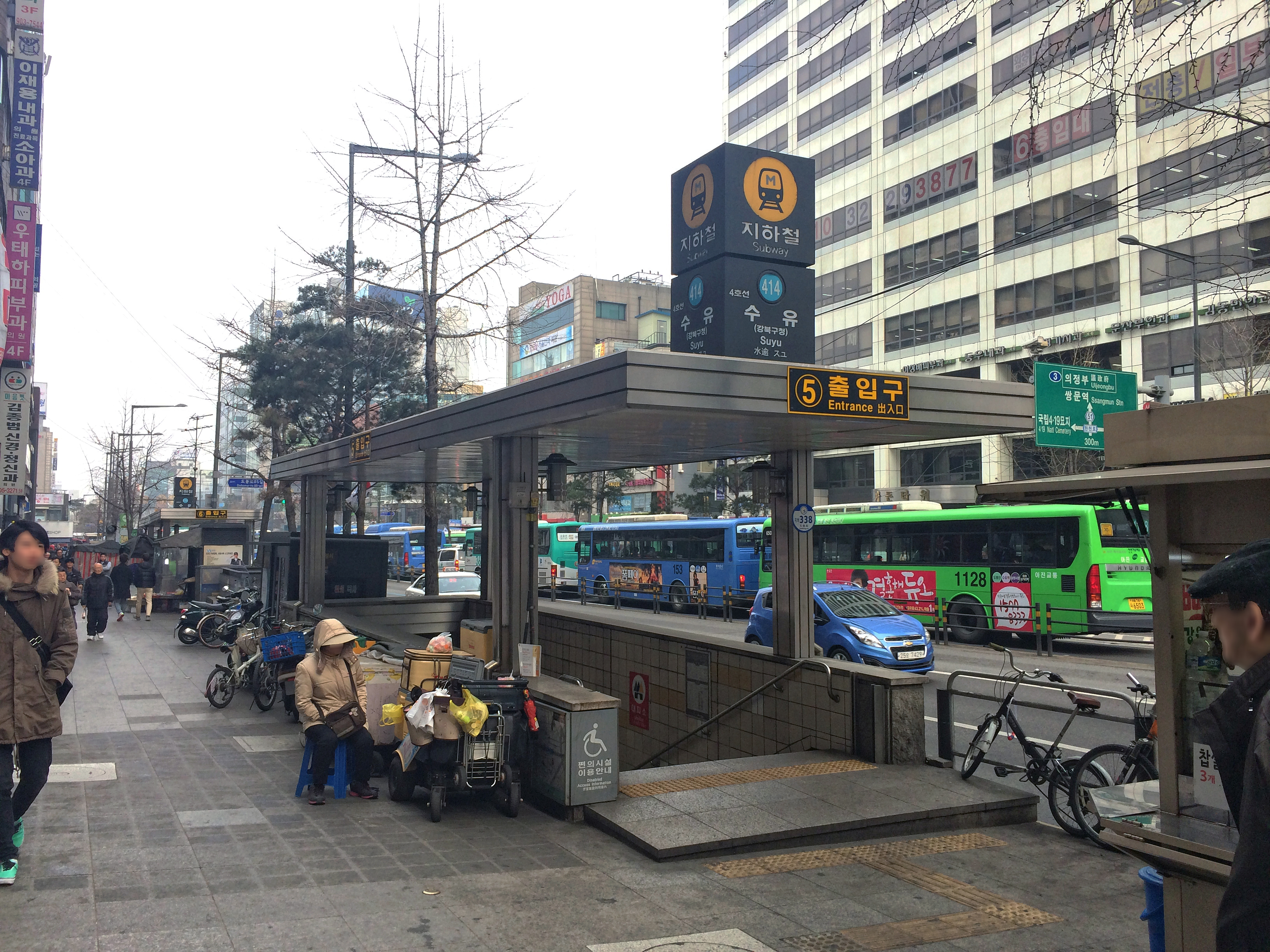
수유(강북구청)역 5번 출입구
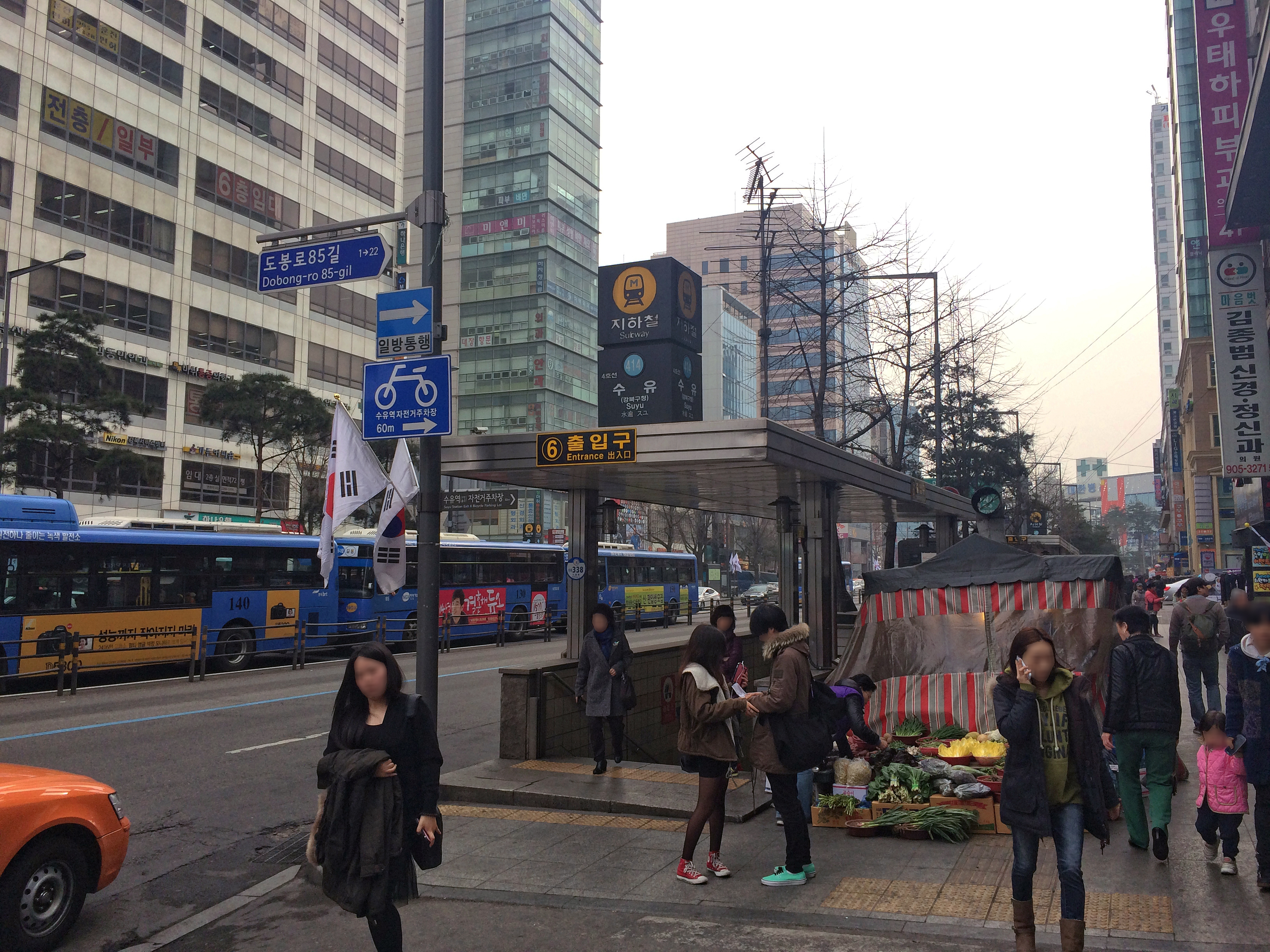
수유(강북구청)역 6번 출입구
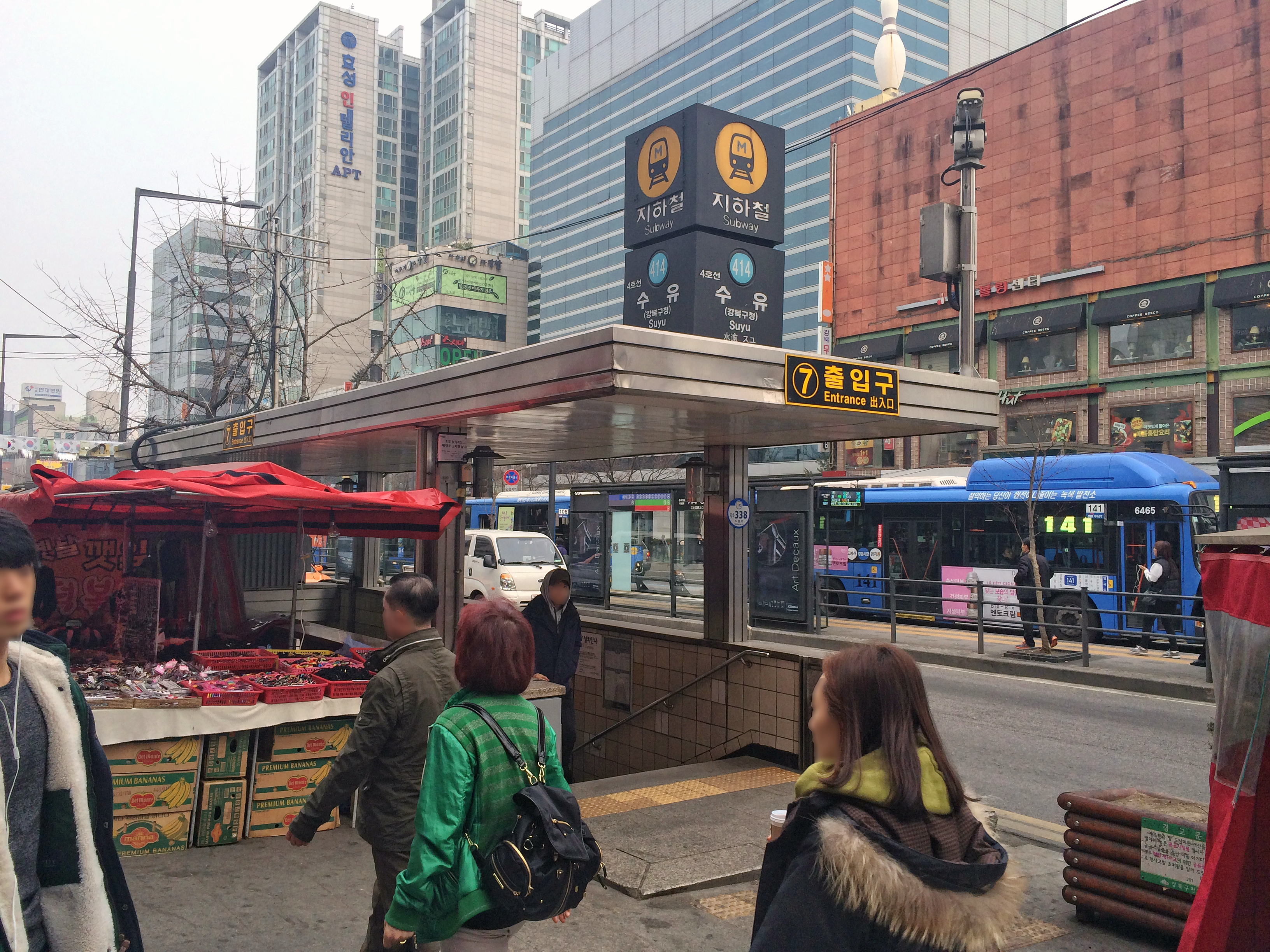
수유(강북구청)역 7번 출입구
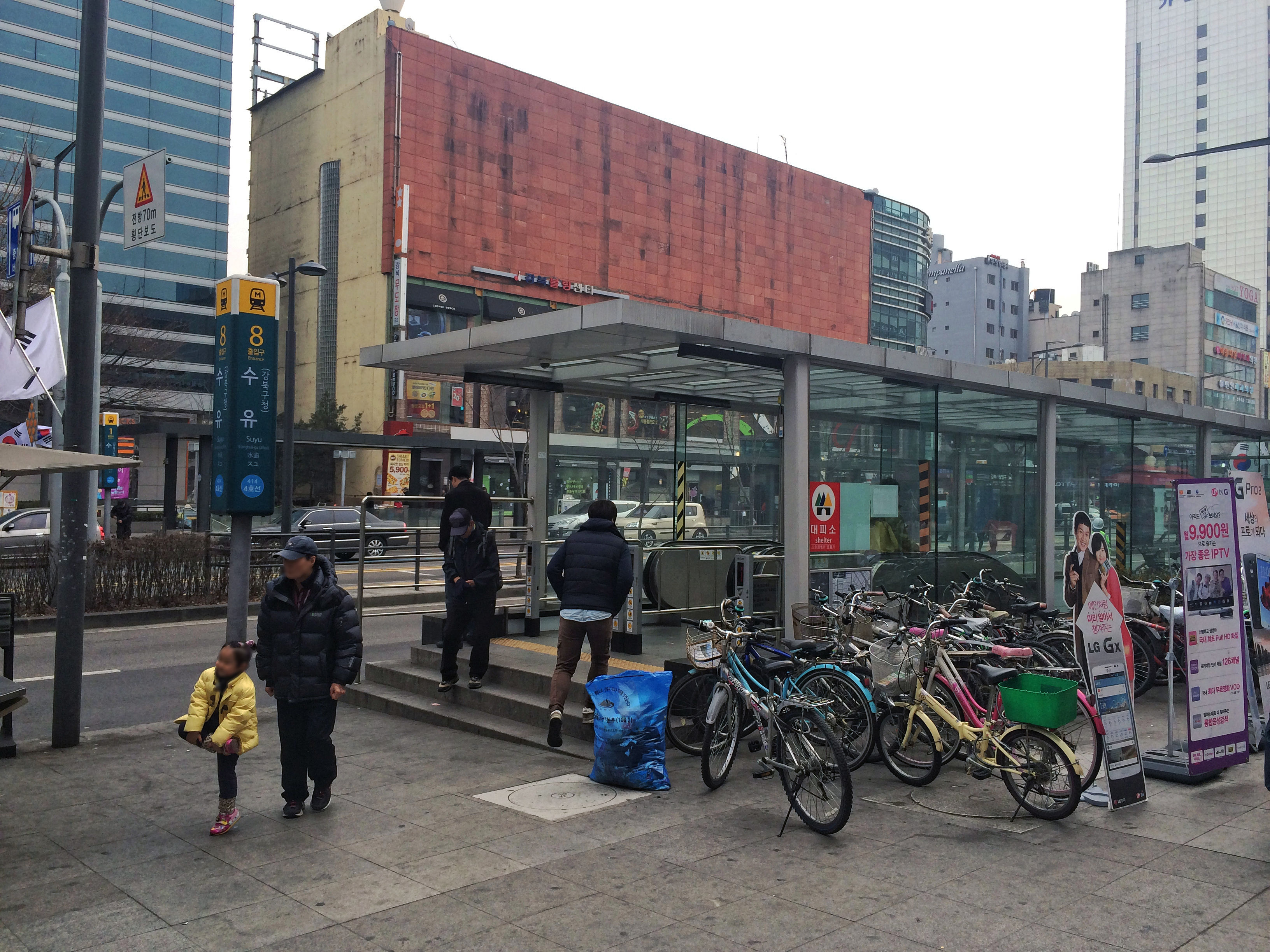
수유(강북구청)역 8번 출입구
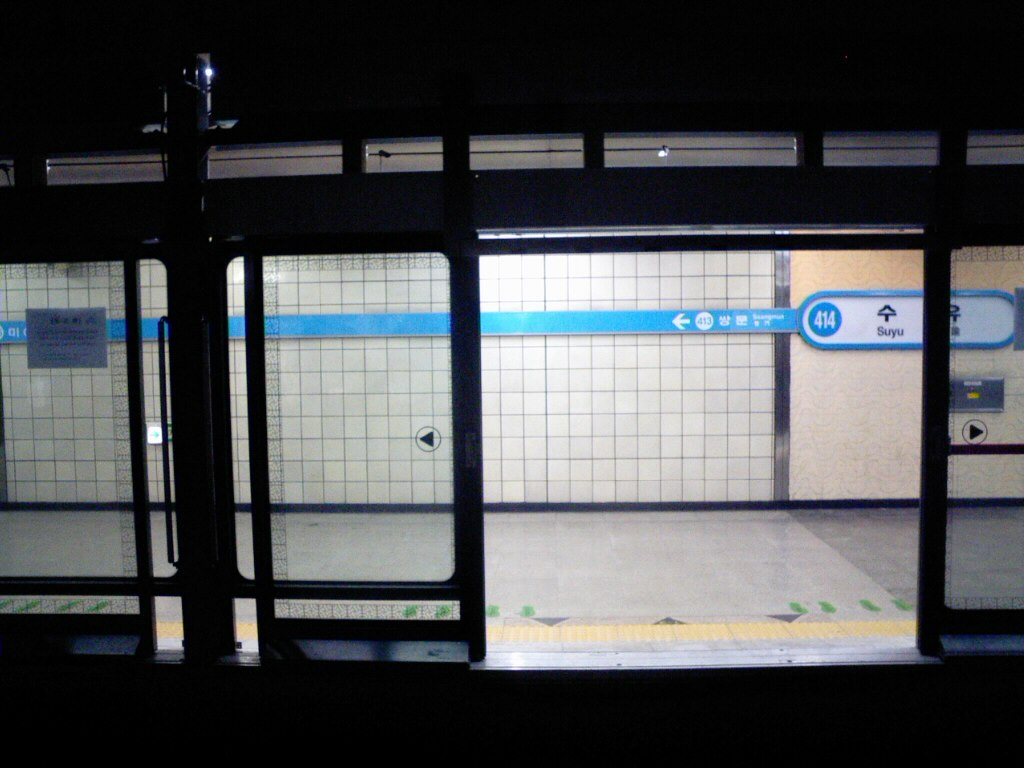
반대편 승강장 (스크린도어 설치 당시)
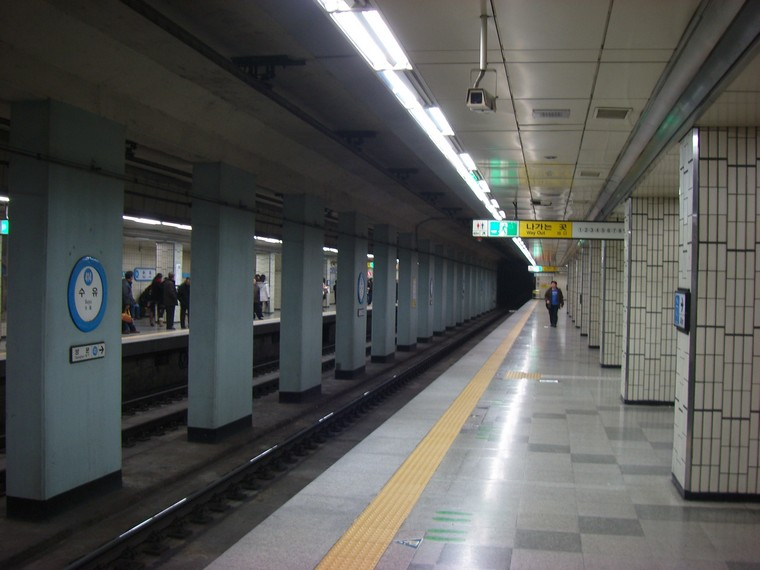
승강장 (스크린도어 설치 전)

## 인접한 역
| 서울 지하철 4호선  | 서울 지하철 4호선   | 서울 지하철 4호선    |
| ------------------ | ------------------- | -------------------- |
| 413 쌍문 진접 방면 | ● 수도권 전철 4호선 | 415 미아 오이도 방면 |